# Joan Hackett
Joan Ann Hackett (Harlem, Nueva York, 1 de marzo de 1934 - Encino, 8 de octubre de 1983) fue una notable actriz estadounidense de cine, teatro y televisión, nominada al Premio Óscar de reparto y ganadora del Globo de Oro.
Nació en Nueva York, estudió actuación con Lee Strasberg y debutó en 1959 en televisión. En 1961 ganó el Theatre World Award, el Obie Award, y el Drama Desk Award por su papel en Call Me By My Rightful.
Trabajó en cine dirigida por Sidney Lumet junto a Candice Bergen, Larry Hagman, Richard Mulligan en 1966 y en 1968 protagonizó con Charlton Heston, Will Penny, ( El Más Valiente entre Mil).
Estuvo casada entre 1965 y 1973 con el actor Richard Mulligan. 
En 1977 es recordado su papel de Alma, en la tercera historia del film de terror hecho para televisión Dead of Night.
En 1978 fue Christine en A Electra le sienta bien el luto de Eugene O'Neill junto a Roberta Maxwell en Great Performances en la televisión pública americana.
Nominada al Óscar y ganadora del Globo de Oro por Only When I Laugh, su último film, acudió a recoger el premio en silla de ruedas. 
La actriz murió de cáncer de ovario el sábado 8 de octubre de 1983, a los 49 años de edad en el Hospital Encino, California. El 12 de octubre de 1983 se celebró una misa funeraria en la Iglesia Católica de San Víctor de Los Ángeles, California. Sus restos mortales fueron enterrados en la Abadía de los Salmos Mausoleo en Hollywood Forever Cemetery, donde su epitafio dice: "Vete, estoy dormida".

## Premios y nominaciones
Premios Óscar
| Año  | Categoría               | Película          | Resultado |
| ---- | ----------------------- | ----------------- | --------- |
| 1982 | Mejor actriz de reparto | Only When I Laugh | Nominada  |